# 8412 Zhaozhongxian
8412 Zhaozhongxian è un asteroide della fascia principale. Scoperto nel 1996, presenta un'orbita caratterizzata da un semiasse maggiore pari a 2,3829653 au e da un'eccentricità di 0,1948597, inclinata di 2,21675° rispetto all'eclittica.